# Commerce (Califòrnia)
Commerce és una ciutat dels Estats Units a l'estat de Califòrnia. Segons el cens del 2000 tenia 12.568 habitants.

## Demografia
Segons el cens del 2000, Commerce tenia 12.568 habitants, 3.284 habitatges, i 2.686 famílies. La densitat de població era de 738,6 habitants/km².
Dels 3.284 habitatges en un 47,3% hi vivien nens de menys de 18 anys, en un 54,3% hi vivien parelles casades, en un 19,9% dones solteres, i en un 18,2% no eren unitats familiars. En el 15,5% dels habitatges hi vivien persones soles el 9,2% de les quals corresponia a persones de 65 anys o més que vivien soles. El nombre mitjà de persones vivint en cada habitatge era de 3,8 i el nombre mitjà de persones que vivien en cada família era de 4,17.
Per edats la població es repartia de la següent manera: un 33,8% tenia menys de 18 anys, un 11,1% entre 18 i 24, un 28,8% entre 25 i 44, un 16,1% de 45 a 60 i un 10,2% 65 anys o més.
L'edat mediana era de 28 anys. Per cada 100 dones de 18 o més anys hi havia 93,3 homes.
La renda mediana per habitatge era de 34.040 $ i la renda mediana per família de 36.572 $. Els homes tenien una renda mediana de 27.738 $ mentre que les dones 22.857 $. La renda per capita de la població era d'11.117 $. Entorn del 15,4% de les famílies i el 17,9% de la població estaven per davall del llindar de pobresa.

## Poblacions més properes
El següent diagrama mostra les poblacions més properes.